# Bürette

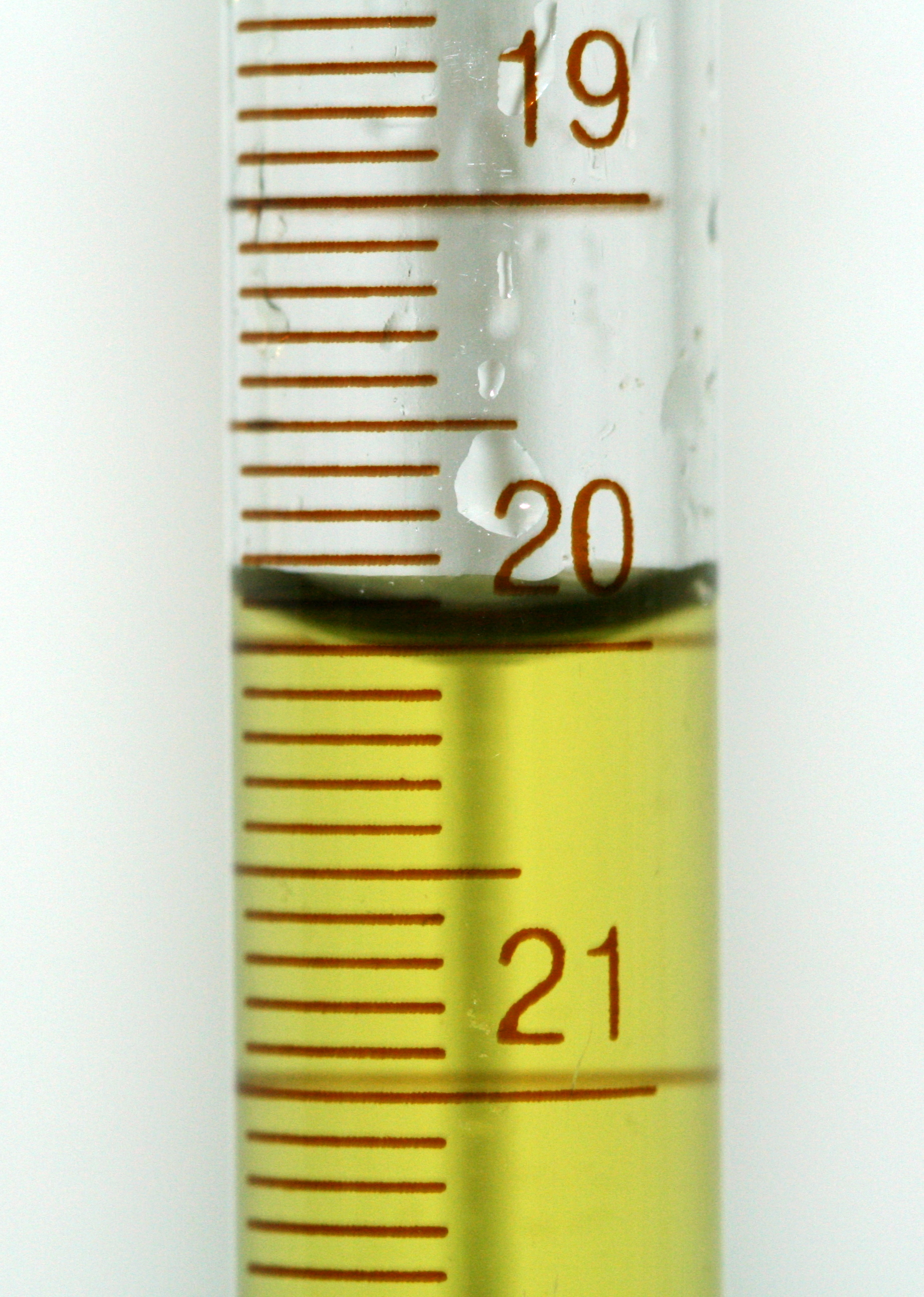
Der Ablesewert beträgt 20,0 ml.

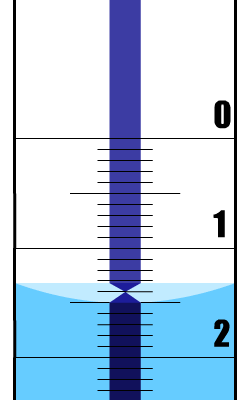
Bürette mit Schellbachstreifen

Eine Bürette (frz. burette Kännchen; veraltet: Ausfluss-Rosette) ist eine senkrecht stehende Glasröhre mit Skale und mit Auslasshahn am unteren Ende. Sie dient im chemischen Labor zur Abmessung kleiner Flüssigkeitsvolumina in der Titration (Maßanalyse). 

## Beschreibung
Auf der Vorderseite ist eine Graduierung (z. B. in Milliliter, ml) auf das Glasrohr gedruckt (früher geätzt), auf der Rückseite des Rohres befindet sich oft ein weißer Streifen mit durchgehender blauer Linie (der so genannte Schellbach-Streifen), der beim waagerechten Hindurchblicken durch die Bürette am tiefsten Punkt des Meniskus als Zeiger erscheint, was die Ablesegenauigkeit erhöht. Dadurch wird beim Ablesen mit dem Auge ein Parallaxenfehler vermieden. Alle Büretten sind auf Auslauf („auf 'Ex'“) justiert, das bedeutet, die Differenz der Skalenablesung zeigt das ausgelaufene Flüssigkeitsvolumen an und erfasst nicht das noch an der Glaswandung anhaftende Flüssigkeitsvolumen. Büretten gibt es in den Ausführungen Klarglas, Klarglas mit Schellbach-Streifen oder Braunglas. Der Auslaufhahn kann direkt unter der Glasröhre oder seitlich angebracht sein und ist ein Hahn mit eingeschliffenem Glas- oder Teflonküken (Bürettenküken), ein Quetschhahn oder ein Ventilhahn.
Bei einfachen Modellen muss die Maßlösung oben eingegossen werden. Komfortabler sind Büretten (Titrierapparate nach Pellet) mit oder ohne Zwischenhahn mit Normalschliff NS 29/32, die direkt auf eine Vorratsflasche (in der Regel 2000 ml, Klarglas oder Braunglas) mit Maßlösung aufgesetzt werden. Bei diesen Zulaufbüretten wird die Maßlösung aus der Vorratsflasche über ein seitliches Glasrohr nach oben und in die Bürette gepumpt, indem mit einem Gummigebläse mit Ventil und Anschlussschlauch für Titrierapparate in der Vorratsflasche ein Überdruck erzeugt wird. Sie besitzen eine automatische Nullpunkteinstellung, d. h. die überschüssige Flüssigkeit läuft durch das auf die Nullmarke justierte Einlaufrohr wieder in die Vorratsflasche zurück. Bei den Titrierapparaten nach Dr. Schilling wird für ein rasches Füllen eine Vorratsflasche aus Polyethylen (PE) benutzt (Enghalsflasche mit Schlauchdurchführung). Sie wird zusammengedrückt, wodurch die Maßlösung durch einen PVC-Füllschlauch nach oben in die Glasbürette gepresst wird. Diese Bürette hat ebenfalls eine automatische Nullpunkteinstellung.
Büretten der Klasse A weisen die höchste Genauigkeit auf. Mit einer geeichten 50 mL Bürette lässt sich eine Genauigkeit von 1/500 bis 1/1000 erreichen.
- Wichtiges Zubehör/Ersatzteile für Büretten/Titrierapparate

- Bürettenrohr
- Bürettenhahn
- Bürettenkappe PP
- Bürettenklemme
- Bürettenspitze für PTFE-Hahn
- Bürettenstativ
- Gummigebläse mit oder ohne Netz
- Schlifffett, silikonfrei zum Fetten von Bürettenhähnen
- Küken
- Vorratsflasche aus Klarglas oder Braunglas, 2000 ml

- für Titrierapparate nach Dr. Schilling

- Armatur (Mikroschraube zum Feintritieren und Druckknopf incl. Halteklemme)
- Ersatzbürette 10, 15, 25, 50 ml, 25 + 50 ml Braunglas
- Füllschlauch PVC, transparent
- Glas-Auslaufspitze mit Silikonschlauch
- Standfuß PE für Flasche 500 ml oder 1000 ml
- Vorratsflasche, Enghals, aus PE mit Schlauchdurchführung, 500 ml, 1000 ml, 1000 ml braun

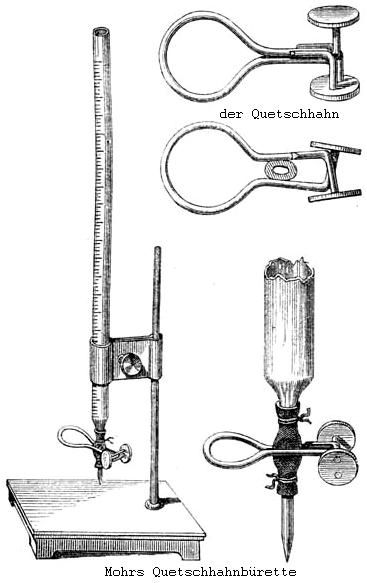
Mohrs Quetschhahnbürette
Bürette mit geradem Hahn
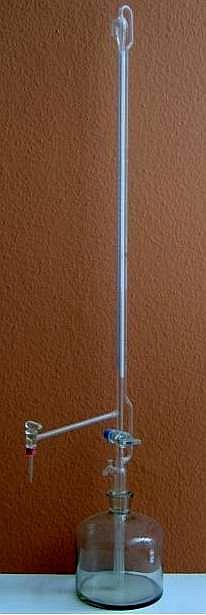
Titrierapparat
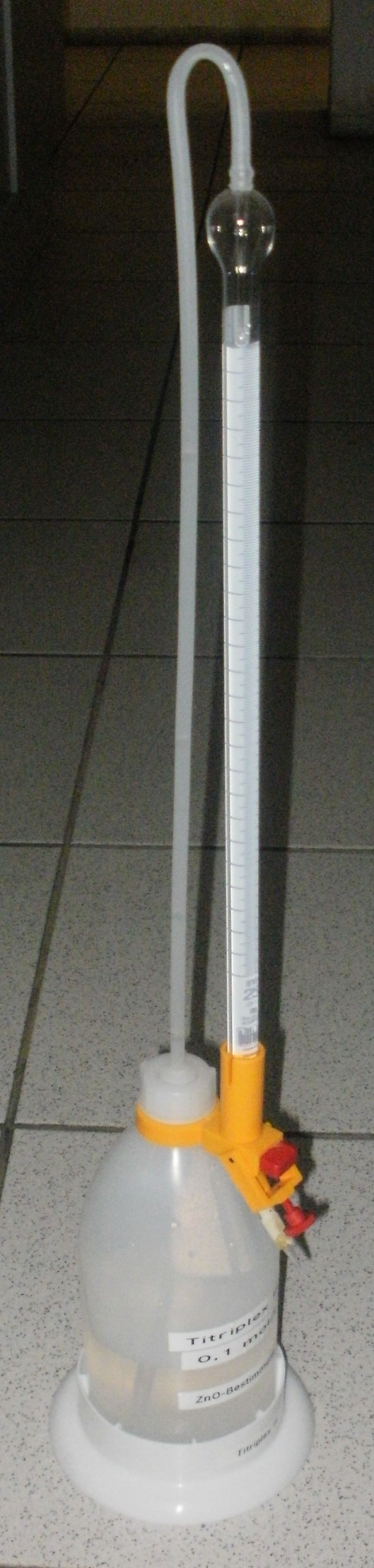
Schnellbetriebsbürette nach Dr. Schilling
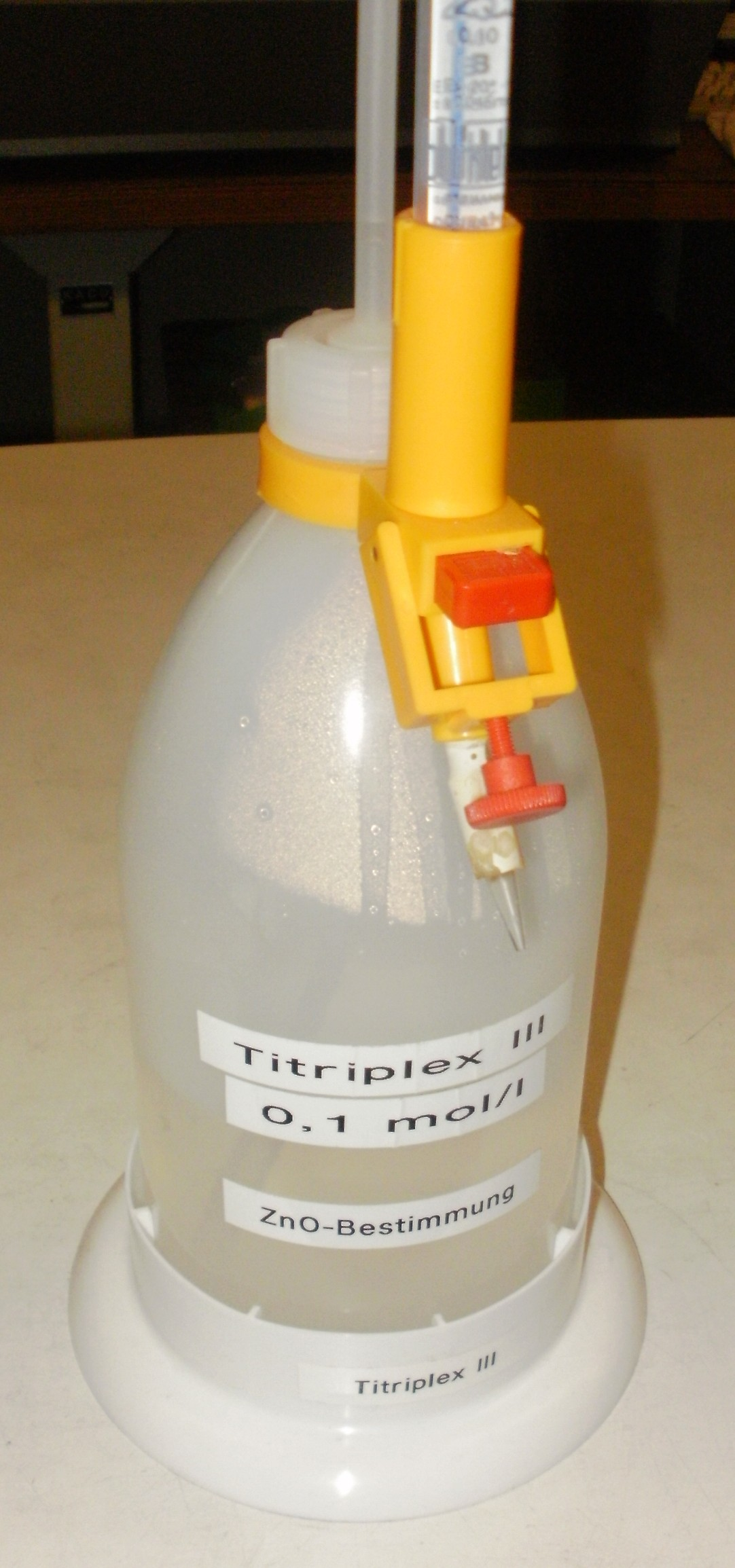
Schnellbetriebsbürette nach Dr. Schilling, Detail

## Digitalbüretten
Digitalbüretten sind üblicherweise in Größen zwischen 10 ml und 50 ml erhältlich und werden direkt auf die Vorratsflasche aufgeschraubt. Sie besitzen einen Zylinder mit Kolben, der mit Hilfe einer Mechanik mit der Maßlösung befüllt wird, ein Ventil, das ein Zurückstoßen der Maßlösung in die Vorratsflasche verhindert, und eine Auslasskapillare. Titriert wird durch automatisch gesteuerten Vortrieb des Kolbens (Kolbenbüretten). Das titrierte Volumen wird auf einer Digitalanzeige mit einer Genauigkeit von bis zu 0,01 ml angezeigt.

## Elektronische Büretten
Es gibt elektronische Büretten mit einer Auflösung von bis zu 0,001 ml, die Dosierungen mit höchster Präzision und einem exakt steuerbaren Titrationsverlauf ermöglichen. Diese bilden zusammen mit einer Glaselektrode für die pH-Erfassung und einem Steuer- und Auswertegerät ein automatisches Titrationssystem. Diese Büretten bestehen zumeist aus einem Grundgerät mit einem elektronisch gesteuerten Schrittmotor und einem Auslöser. Mit dem Grundgerät verbindet man verschieden große Kolbenbüretten, die automatisch mit Hilfe des Schrittmotors aus einer Vorratsflasche befüllt werden. Durch Betätigen des Auslösers wird die Flüssigkeit in der Kolbenbürette in einer vordefinierten Geschwindigkeit über einen Schlauch ausgestoßen und das Volumen am Grundgerät angezeigt.

## Geschichte
Die erste Bürette wurde 1791 vom französischen Apotheker und Chemiker François Antoine Henri Descroizilles entwickelt. Joseph Louis Gay-Lussac entwickelte eine verbesserte Version einer Bürette mit einem Seitenarm und er prägte in einer Arbeit über die Standardisierung von Indigolösungen 1824 die Ausdrücke „Pipette“ und „Bürette“. Einen Durchbruch in der Methodik und Popularisierung der volumetrischen Analyse gab es durch Karl Friedrich Mohr, der die Bürette umgestaltete, indem er eine Klammer sowie eine Spitze am unteren Ende anbrachte.